# جاك وارد
جاك وارد (1553-1622)، قرصان انجليزي عاش خلال نهاية القرن 16 وبداية القرن 17 ولد في انجلترا ومات في تونس عندما كانت تحت الحكم العثماني.
عرف بأسماء أخرى كجاك بيردي أي «جاك عصفور» لانه كان مهووس بالطيور الصغيرة خلال فترة وجوده في تونس وسماه السكان المحليين بجاك عصفور وأيضا يعرف بإسمه بعد اعتناقه الإسلام يوسف ريس جاك.

## حياته قبل ان يكون قرصانا
ولد جاك سنة 1553م في ففرشم، كينت ، في جنوب شرق انجلترا. جاك ولد في عائلة فقيرة في المناطق الساحلية، قضى سنوات شبابه في صيد أسماك المستنقعات. وأصبح جاك أخطر قرصان والأكثر مهابة في العالم بعد غزو الأرمادا الاسپانية لانجلترا في عام 1588م. عمل قرصانا وناهبا للسفن الاسبانية بترخيص من الملكة إليزابيث الأولى. بعد اعتلاء جيمس الأول العرش سنة 1603م، أنهى الحرب مع إسبانيا، وأثر ذلك في وضع القراصنة وأُجبروا على التوقف عن العمل. ومع ذلك رفض العديد منهم التخلي عن مصدر رزقهم واستمروا في عملهم من دون ترخيص القصر الملكي.

## بداية جاك في عالم القراصنة
في نفس السنة 1603م إلتحق جاك بالبحرية الملكية البريطانية حيث تم وضعه في قاعدة حربية بحرية وعمل على متن سفينة تسمى ليونز ويلب. وبعد اسبوعين قام جاك و 30 من زملائه بسرقة سفينة صغيرة كانت راسية في بورتسموث في منطقة هاربور. وتم انتخاب جاك من طرف رفاقه كزعيم لهم وكانت أول مرة في التاريخ يتم انتخاب زعيم للقرصان. أبحر جاك وطاقمه إلى جزيرة وايت واستولوا على سفينة أخرى تسمى ذي فيوليت وقام جون بتغير اسم السفينة إلى ليتل جون أي «جون الصغير». وكانت السفينة تحوي على متنها كنزا للاجئين كاثوليك رومانيين.وفشلت العملية لعدم إيجاد أي أثر للكنز، ولكن جاك استعمل ذي فيوليت للاستلاء على سفينة فرنسية أكبر بكثير. أبحر جاك وطاقمه إلى البحر الأبيض المتوسط واستولى على سفينة حربية و 32 بندقية كانت على متنها فغير إسمها إلى ذي جيفت أي «الهبة»  ثم بدأ جاك وطاقمه بمهاجمة السفن التجارية لمدة سنتين.مر جاك قرب ساحل مدينة سلا المغربية سنة 1605م إلتقى جاك بحارة إنجليز وألمان وانضموا إلى طاقمه مثل ريتشارد بيشوب و أنطوني جونسون. إتفق جاك مع حاكم تونس العثماني عثمان داي لاستخدام تونس كقاعدة للعمليات في مقابل خُمس الغنائم. من هذه القاعدة قام جاك وارد بالاستلاء على عدة سفن تجارية ذات قيمة بسهولة بما في ذلك سفينة رينييرا إ سودرينا ذات ال60 طن. بعد عودته إلى تونس في يونيو 1607م تم إبلاغ جاك أن رينييرا إ سودرينا بدأت تغرق مع عدد من ضباطه، هجر جاك السفينة إلى واحدة من السفن الفرنسية التي كان قد غنمها. وغرقت رينييرا إ سودرينا في سواحل اليونان مع 400 من أفراد الطاقم منهم 250 مسلم و 150 إنجليز.وبعد عدة أسابيع فقد جاك سفينته الخاصة واثنين آخرين استولت عليهما حكومة البندقية.بعد الغضب العارم اللذي انتشر بين المسلمين على جاك وارد لغرق 250 مسلم من رجاله  بعث إلى جيمس الأول ملك إنجلترا رسالة إستعطاف يطلب فيها عفوا ملكيا والتي قبلت بالرفض القاطع. عاد جاك إلى تونس وحصل على حماية تونسية كما وعده عثمان داي من قبل. اعتبر اسلام جاك واسمه العربي فضيحة وقام العديد من الأدباء في أوروبا بإدانة جاك وارد في أعمالهم الأدبية ونعتوه بالمجاهد البحري والمرتد عن المسيحية والمعتنق لدين العرب، ففي سنة 1612م أقيمت مسرحية للأديب الدرامي روبيرت دابورن بعنوان «مسيحي يتحول إلى التركية». اعتنق جاك الإسلام وغير اسمه إلى يوسف ريس وتزوج من ايطالية في حين استمر في إرسال المال لزوجته الإنجليزية. وعاش ماتبقى من حياته بقصره في تونس.

## الصورة العامة لجاك وارد
اعتناقه للإسلام جعل شعبيته أقل وسط الأوروبيين، خصوصا بعد أن كان القراصنة الإنجليز يتوقعون أن ينضم إليهم في موقع مصب نهر سبو لافتراس السفن والسيطرة على البحر الأبيض المتوسط. وصفه أحد البحارة اللذي قابله في تونس وقال شخص قصير القامة ذو شعر قليل في مقدمة الرأس، وأنه شديد البياض، ذو لحية داكنة، يكثر من اللعان ودائما تقريبا في حالة سكر من الضحى حتى المساء.

## وصلات خارجية
- مسرحية «مسيحي يتحول إلى التركية» في ويكيبيديا [14]
- صورة لكتاب «مسيحي يتحول إلى التركية» [15]
- أغنية «جاك وارد وقَوْسُ القُزح»[16]